# Robin Alexander
Robin Alexander (ur. 13 maja 1975 w Essen) – niemiecki dziennikarz i pisarz, zastępca redaktora naczelnego dziennika Die Welt (od 2018).

## Życiorys
Alexander dorastał w Herne-Eickel w rodzinie nauczycieli. Już w czasie szkoły średniej odbył praktyki w regionalnym oddziale Westdeutsche Allgemeine Zeitung oraz w rozgłośni radiowej Radio Herne 90acht. Studiował historię i dziennikarstwo na Uniwersytecie w Lipsku. 
W latach 1998–1999 odbywał staż w dzienniku Die Tageszeitung, gdzie do 2006 pracował jako reporter i redaktor działu polityki krajowej. Był także felietonistą anglojęzycznego magazynu Exberliner, gdzie przygotowywał serię reportaży z podróży po południu Afryki. Od 2005 do 2008 był redaktorem niemieckiej edycji amerykańskiego czasopisma Vanity Fair. 
Od 2008 jest związany z dziennikiem Die Welt i jego weekendowym wydaniem Welt am Sonntag, gdzie jest redaktorem w dziale polityki, relacjonuje także podróże zagraniczne niemieckich kanclerzy i prezydentów. Od 2018 jest zastępcą redaktora naczelnego dziennika Die Welt.
W 2017 roku Alexander opublikował książkę Die Getriebenen: Merkel und die Flüchtlingspolitik, która stała się bestsellerem na niemiecki rynku wydawniczym. Opisał kulisy decyzji podejmowanych przez władze podczas kryzysu uchodźczego w 2015. Polskie wydanie pod tytułem Angela Merkel i kryzys migracyjny: dzień po dniu ukazało się w grudniu 2017. W 2021 ukazała się jego druga bestsellerowa książka Machtverfall, opisująca koniec kadencji Angeli Merkel oraz stan niemieckiej sceny politycznej po jej odejściu z aktywnej polityki.
Stały komentator polityczny w programach publicystycznych niemieckiej telewizji. Współautor (wraz z Dagmar Rosenfeld) cotygodniowego podcastu politycznego Machtwechsel.

## Życie prywatne
Jest wyznania rzymskokatolickiego. Żonaty z dziennikarką Astrid Alexander, ma troje dzieci i mieszka w Berlinie-Neukölln. 